# Кермечник Бессера
Кермечник Бессера, гоніолімон Бессера (Goniolimon besserianum) — вид рослин родини кермекові (Plumbaginaceae), понтичний ендемік.

## Опис
Багаторічна рослина 10–35 см заввишки. Квітконосних стебел 1–6, в нижній частині гранистих, під першим розгалуженням і вище — вузько-крилатих, з 3 крилами. Рослина гола, до 40 см заввишки. Стебла гіллясті. Листки зібрані біля основи стебла, лопатчато- або еліптично-ланцетні або лінійні, - гострі, звужені в крилатий черешок. Суцвіття розлоге, напівкулясто-щиткоподібне. Квіти по 1–2 в колосках. Віночок рожево-фіолетовий. Чашечка гола.
Час цвітіння: травень.

## Поширення й екологія
Понтичний ендемік (Болгарія, Румунія, Молдова, Україна).
В Україні зростає у степах та на кам'янистих, лесових і глинистих відслоненнях — крайній південний захід Лісостепу, у Степу на Правобережжі звичайно, на Лівобережжі рідко і лише в Придніпров'ї.